# Делиджан
Делиджа́н (перс. دليجان‎) — город на западе Ирана, в провинции Меркези. Административный центр шахрестана  Делиджан. Пятый по численности населения город провинции.
Делиджан — значимый региональный промышленный центр, основной продукцией которого, являются строительные материалы, а также ковры.

## География
Город находится на юго-востоке Центрального остана, в горной местности, на высоте 1 541 метра над уровнем моря.
Делиджан расположен на расстоянии приблизительно 90 километров к востоку-юго-востоку (ESE) от Эрака, административного центра провинции и на расстоянии 190 километров к юго-юго-западу (SSW) от Тегерана, столицы страны.

## Население
На 2006 год население составляло 31 852 человека; в национальном составе преобладают персы (носители одного из центральноиранских диалектов делиджани), в конфессиональном — мусульмане-шииты.
| 1986   | 1991   | 1996   | 2006   | 2012   |
| ------ | ------ | ------ | ------ | ------ |
| 17 412 | 20 905 | 24 861 | 31 852 | 35 106 |

## Достопримечательности
В окрестностях города находится открытая в 1989 году пещера Чальнахджир (Chal Nakhjir), высота которой, в некоторых местах, достигает 20 метров, а стены усеяны кристаллами кальцита. Кроме того, в районе Делиджана расположено ещё несколько природных пещер, а также зоны рекреации, что делает его привлекательным местом для туристов.